# Cercasi Niki disperatamente
Cercasi Niki disperatamente è un romanzo di Federico Moccia, pubblicato il 28 maggio 2007 dalla casa editrice Rizzoli.
Il personaggio principale è Niki, già presente nel libro precedente Scusa ma ti chiamo amore.